# 岡田優 (俳優)
岡田 優（おかだ まさる、1985年12月16日 - ）は日本の俳優、声優、ナレーター。広島県出身。オフィス33、劇団ねじリズム所属。かつてはアベベネクストに所属していた。身長 176 cm。体重 58 kg。

## 略歴
20歳の時、地元広島の映画館でアルバイトをしている時、舞台挨拶に来た宇梶剛士に出会い、その出会いを機に上京。以降、小劇場を中心に活動する傍ら、CMのナレーション等も務める。
かつては劇団PATHOSPACKに所属していた。

## 人物
趣味は映画観賞、読書。
特技はギター、フェンシング。

## エピソード
2019年9月16日放送のフジテレビのテレビドラマ『監察医 朝顔』第10話で宇梶剛士と共演した。

## 出演

### テレビドラマ
- 遺留捜査（2012年、テレビ朝日） - 永井修平 役
- マルホの女〜保険犯罪調査員〜（2014年、テレビ東京）
- HERO（2014年、フジテレビ）
- 名探偵キャサリン（2015年、テレビ朝日） - 和歌山県警刑事 役
- 所轄魂（2015年、テレビ朝日）
- わたしを離さないで（2016年、TBS）
- 犯罪科学分析室 電子の標的（テレビ東京）
  - 2（2016年）
  - 3（2017年） - 刑事 役
- 叡古教授の事件簿（2016年、テレビ朝日）
- 西村京太郎トラベルミステリー（2016年、テレビ朝日） - 繁田 役
- レンタルの恋（2017年、TBS） - 一樹 役
- さすらい署長 風間昭平（2017年、テレビ東京） - 大塚 役
- 越後純情刑事・早乙女真子（2018年、テレビ朝日） - 江川和樹 役
- 限界団地（2018年、フジテレビ） - 東政夫 役
- ゼロ 一獲千金ゲーム（2018年、日本テレビ）
- パフェちっく！（2018年、フジテレビ）
- 獣になれない私たち（2018年、TBS）
- 初めて恋をした日に読む話（2019年、TBS） - 上野幹太 役
- 仮面同窓会（2019年、フジテレビ） - 佐伯 役
- Heaven?〜ご苦楽レストラン〜（2019年、TBS）
- 監察医 朝顔（2019年、フジテレビ）
- サイレント・ヴォイス 行動心理捜査官・楯岡絵麻（2020年、テレビ東京）
- 螢草 菜々の剣（2020年、NHK）
- いってきます！～岐阜・飛騨 古川やんちゃ物語～（2021年1月1日、東海テレビ） - 坂井 役[5]
- イチケイのカラス（2021年、フジテレビ）
- 能面検事 第4話・第5話（2025年8月1日・8日、テレビ東京） - 當山慎一 役[6]

### 舞台
- 回遊（デビュー作[3][4]）
- さよなら鹿ハウス
- 黄色い叫び
- TAKE FIVE
- デザートパーティ
- みんな出ておいで〜[7]

### CM
- 愛は食卓にある〜ヒロシ編
- ひろえば街が好きになる〜運動編

### 再現ドラマ
- 日曜ビッグバラエティ（テレビ東京）
  - 「ニッポン事件簿 犯人はなぜ逃げるのか」（2012年）
- 直撃!シンソウ坂上（フジテレビ）
  - 「『西鉄バスジャック事件』の真相をドラマ化」（2018年）

### その他
- 明日言いたくなる話（2016年 - 、BS日テレ）